# 蔡時昇
蔡時昇（？—？），字詒茂，福建晉江人，清朝政治人物。
蔡時昇為康熙十九年（1680年）舉人。祖父蔡鵬霄，官至太僕寺少卿，曾任福建福州府學教授。康熙五十年（1711年）任臺灣府儒學教授。